# مسجد خواجه شریف
مسجد خواجه شریف مربوط به دوره صفوی است و در انار، محله بالا واقع شده و این اثر در تاریخ ۲۴ اسفند ۱۳۸۳ با شمارهٔ ثبت ۱۱۶۱۷ به‌عنوان یکی از آثار ملی ایران به ثبت رسیده است.